# Supercoupe d'Italie de football 2021
Navigation
Supercoupe d'Italie 2020 Supercoupe d'Italie 2022
La Supercoupe d'Italie 2021 est la 34e édition de la Supercoupe d'Italie, épreuve qui oppose le  champion d'Italie au vainqueur de la Coupe d'Italie, qui aura lieu le 12 janvier 2022 au Stade Giuseppe Meazza à Milan.
L'Inter Milan, champion d'Italie 2020-2021 affronte la Juventus FC, vainqueur de la Coupe d'Italie 2020-2021.
Il s'agit de la deuxième confrontation entre ces deux clubs dans l'histoire de la compétition.
L'Inter Milan s'impose sur le score de 2 buts à 1 face a la Juventus FC.

## Feuille de match
| Supercoupe d'Italie 2021 | Inter Milan                                         | 2 - 1   | Juventus FC         | Stade Giuseppe Meazza, Milan                    |                                                 |
| 12 janvier 2022          | Lautaro Martínez 35e (pen.) · Alexis Sánchez 120+1e | (1 - 1) | Weston McKennie 25e | Spectateurs : 29 696 Arbitrage : Daniele Doveri | Spectateurs : 29 696 Arbitrage : Daniele Doveri |